# Roman Ghirshman

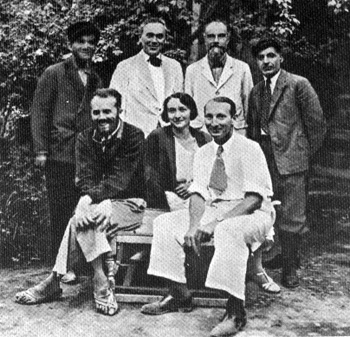
Ghirshmans team i Sialk i närheten av Kashan, 1934. Från höger till vänster: Roman Ghirshman, Tania Ghirshman, and Dr. Contenau.

Roman Ghirshman (ryska: Роман Михайлович Гиршман, Roman Mikhailovich Girshman, född 3 oktober 1895 i Charkov i Kejsardömet Ryssland (nuvarande Ukraina), död 5 september 1979, var en fransk arkeolog som specialiserade sig på antikens Iran.
Roman Ghirshman föddes i en judisk familj i Charkov och flyttade till Paris 1917 för att studera arkeologi och forntida språk. Hans främsta forskningsintresse var arkeologiska platser i Iran och Afghanistan, i synnerhet Bishapur, Susa och Persepolis. Han var den första som gjorde utgrävningar i Teppe Sialk i Iran. Hans studier om Chogha Zanbil publicerades i fyra volymer. Han ledde även arkeologiska utgrävningar i Masjed Soleyman.
Ghirshman är författare till tjugo böcker och mer än 300 artiklar. Han räknas ännu som en av de främsta auktoriteterna på antikens Iran. Han tilldelades Charles Lang Freer-medaljen.

## Verk i urval
- 1938, Fouilles de Sialk, prés de Kashan, 1933, 1934, 1937. Librairie Orientaliste Paul Geuthner, Paris  (in two volumes).
- 1954, Iran: from the earliest times to the Islamic conquest. Penguin books.  (A French version was published in 1951 by Payot, Paris)
- 1970, Le Pazuzu et les fibules du Luristan. Impr. Catholique, Beirut.
- 1971, Persia, the immortal kingdom. Medförfattare: Minorsky, V.F., and Sanghvi, R., Greenwich, Conn., New York Graphic Society.
- 1976, L'Iran des origines à l'islam. - Nouv. éd. rev. et mise à jour. Nouv. éd. rev. et mise à jour., Paris.
- 1977, L'Iran et la migration des Indo-Aryens et des Iraniens. Leiden.
- 1979, Tombe princière de Ziwiyé et le début de l'art animalier scythe. Soc. Iranienne pour la Conservation du Patrimoine, Paris.